# Takagi (disc jockey)
Takagi, noto in passato anche come THG, pseudonimo di Alessandro Merli (Milano, 4 ottobre 1973), è un disc jockey e produttore discografico italiano.

## Biografia
È stato il fondatore del gruppo La Cricca con Thema. Nel 1997, i due, insieme a Strano e Grido (membri di un'altra band), hanno formato i Gemelli DiVersi.
Fa anche parte del collettivo di artisti hip hop Spaghetti Funk. Ha una figlia di nome Nicole a cui è dedicata la canzone Che mondo meraviglioso, presente nel quinto album dei Gemelli DiVersi BOOM!. Nel 2009 produce la prima raccolta dei Gemelli DiVersi Senza fine 98-09 - The Greatest Hits, il cui primo singolo Vivi per un miracolo fu presentato al Festival di Sanremo e accolto bene dalla critica. Nel 2011 produce insieme a Grido il primo album da solista di quest'ultimo, intitolato Io Grido. Nell'arco di pochi mesi, da fine 2011 a inizio 2012, produce diversi brani. Ha prodotto l'ottavo album dei Gemelli DiVersi uscito nell'estate del 2012, intitolato Tutto da capo. Nel 2013 ha realizzato alcune produzioni per l'album Stecca di Moreno, con il quale ha collaborato anche l'anno successivo alla realizzazione di alcune basi per il secondo album Incredibile.
Nel 2014 ha incrementato la propria notorietà producendo tracce per gli album di Rocco Hunt, Denny La Home, Mixup e Fedez. Molte di queste tracce vengono prodotte insieme a Mr. Ketra dei Boomdabash, con cui produce anche la sigla di MTV Spit cantata da Marracash. Nell'anno seguente produce alcuni brani degli album Il bello d'esser brutti e Status, rispettivamente pubblicati dai rapper J-Ax e Marracash; insieme a Ketra ha realizzato i remix di Sabato di Jovanotti e Start It Over dei Club Dogo.

## Discografia

### Con i Gemelli DiVersi
- 1998 – Gemelli DiVersi
- 2000 – 4x4
- 2001 – Come piace a me
- 2002 – Fuego
- 2004 – Reality Show
- 2007 – BOOM!
- 2009 – Senza fine 98-09 - The Greatest Hits
- 2012 – Tutto da capo

### Con Ketra
Singoli
- 2016 – Oroscopo (Calcutta feat. Takagi & Ketra)
- 2017 – L'esercito del selfie (feat. Lorenzo Fragola e Arisa)
- 2018 – Da sola/In the Night (feat. Tommaso Paradiso e Elisa)
- 2018 – Amore e capoeira (feat. Giusy Ferreri e Sean Kingston)
- 2019 – La Luna e la gatta (feat. Tommaso Paradiso, Jovanotti e Calcutta)
- 2019 – Jambo (feat. Giusy Ferreri e Omi)
- 2020 – Ciclone (con Elodie e Mariah feat. Gipsy Kings, Nicolás Reyes e Tonino Baliardo)
- 2021 – Venere e Marte (con Marco Mengoni e Frah Quintale)
- 2021 – Shimmy Shimmy (feat. Giusy Ferreri)
- 2022 – Panico (Lazza feat. Takagi & Ketra)
- 2022 – Bubble (feat. Thasup e Salmo)
- 2023 – Everyday (feat. Shiva, Anna e Geolier)

### Produzioni
- 2006 – Grido feat. THG – Standing ovation
- 2007 – Space One feat. J-Ax, Grido, Thema e THG – Amici un cazzo (da Il ritorno)
- 2007 – Space One feat. Strano e THG – Vorrei tenerti stretta (da Il ritorno)
- 2011 – Grido – Io Grido
- 2011 – THG feat. J-Ax, Grido, Trap, CaneSecco, Mistaman, Danti e Primo – GangBang!
- 2012 – Space One feat. THG – Spa-Zio
- 2012 – THG feat. Grido e Biggie Bash – Musical Hustler
- 2013 – Enzo Jannacci feat. J-Ax – Desolato (Remix) (da L'artista)
- 2014 – Moreno – Incredibile (produzione di King Kong (Freestyle), La mia etichetta mi sta stretta, L'interruttore generale (canzone d'autore), Per il mio DJ e Sempre sarai)
- 2014 – Rocco Hunt – 'A verità (produzione di Nu juorno buono, Vieni con me, Devo parlare, RH Staff e Ho scelto me) (con Ketra)
- 2014 – Denny LaHome – Curriculum (produzione di Ragazza semplice e Cerco la fidanzata)
- 2014 – Mixup – Upgrade (produzione di Nella mia zona e Non mollare mai)
- 2014 – Fedez – Pop-Hoolista (produzione di L'amore eternit) (con Ketra)
- 2014 – produce con Ketra la sigla di MTV Spit cantata da Marracash
- 2015 – Marracash – Status (produzione di In radio) (con Ketra)
- 2015 – J-Ax – Il bello d'esser brutti (produzione di Un altro viaggio)
- 2015 – Baby K feat. Giusy Ferreri – Roma-Bangkok (con Ketra e Federica Abbate)
- 2016 – J-Ax e Fedez – Vorrei ma non posto (con Ketra)
- 2016 – Jake La Furia – Fuori da qui (produzione di Me gusta)
- 2016 – Briga – Baciami
- 2016 – Fred De Palma – Il cielo guarda te (con Ketra)
- 2016 – Luca Dirisio – Come neve (con Ketra)
- 2017 – J-Ax e Fedez – Comunisti col Rolex (con Ketra)
- 2017 – Giusy Ferreri – Fa talmente male (con Ketra)
- 2017 – Fabri Fibra – Fenomeno (con Ketra)
- 2017 – Baby K – Voglio ballare con te (con Ketra)
- 2018 – Frah Quintale, Giorgio Poi – Missili (con Ketra)
- 2018 – J-Ax e Fedez – Italiana (con Ketra)
- 2018 – Fred De Palma feat. Ana Mena – D'estate non vale (con Ketra)
- 2018 – Marco Mengoni – Mille lire (con Ketra)
- 2018 – Enne – Vodkatonic (con Ketra)
- 2019 – Dani Faiv – Xquisa (con Ketra)
- 2019 – Fedez – Record (con Ketra)
- 2019 – Fedez – Segni (con Ketra)
- 2019 – Loredana Bertè – Tequila e San Miguel (con Ketra)
- 2019 – J-Ax – Ostia Lido (con Ketra)
- 2019 – Emis Killa – Tijuana (con Ketra)
- 2019 – Coro dell'Antoniano – Come i pesci, gli elefanti e le tigri (con Ketra)
- 2019 – Elodie e Marracash – Margarita (con Ketra)
- 2019 – Fred De Palma feat. Ana Mena – Una volta ancora (con Ketra)
- 2019 – Ghali – Turbococco (con Ketra)
- 2019 – Fred De Palma feat. Sofía Reyes – Il tuo profumo (con Ketra)